# Bombardier Challenger 600
Bombardier Challenger 600 (también conocido como CL-600 Challenger) es una familia de aviones de negocios de reacción de tamaño medio diseñado por Bill Lear y fabricado por la compañía Bombardier Aerospace. Esta aeronave se produjo anteriormente por la compañía Canadair, hasta que esta fue adquirida por Bombardier Aerospace en el año 1986.

## Desarrollo

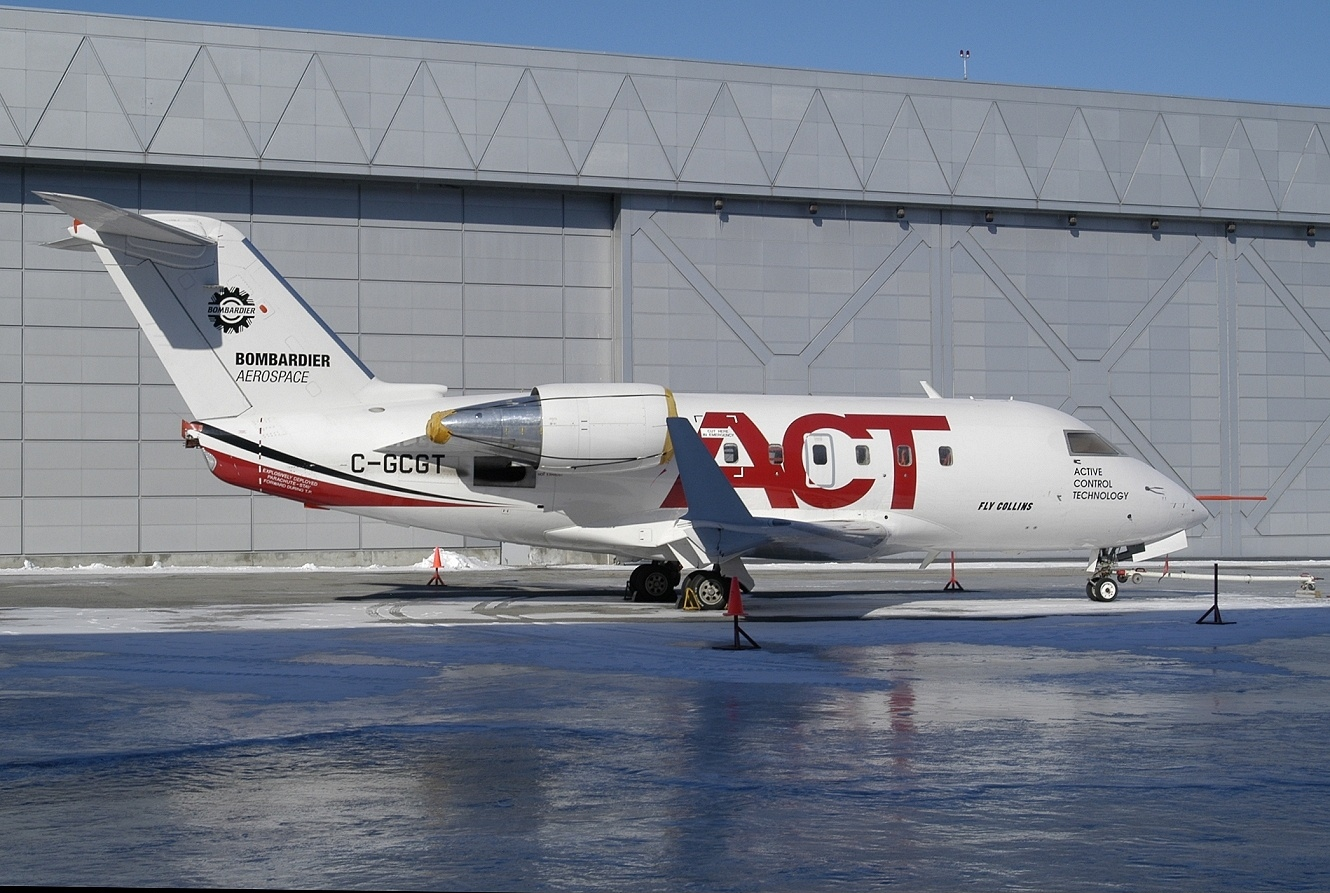
El tercer prototipo fue reutilizado como demostrador de fly-by-ware Active Control Technology (ACT).

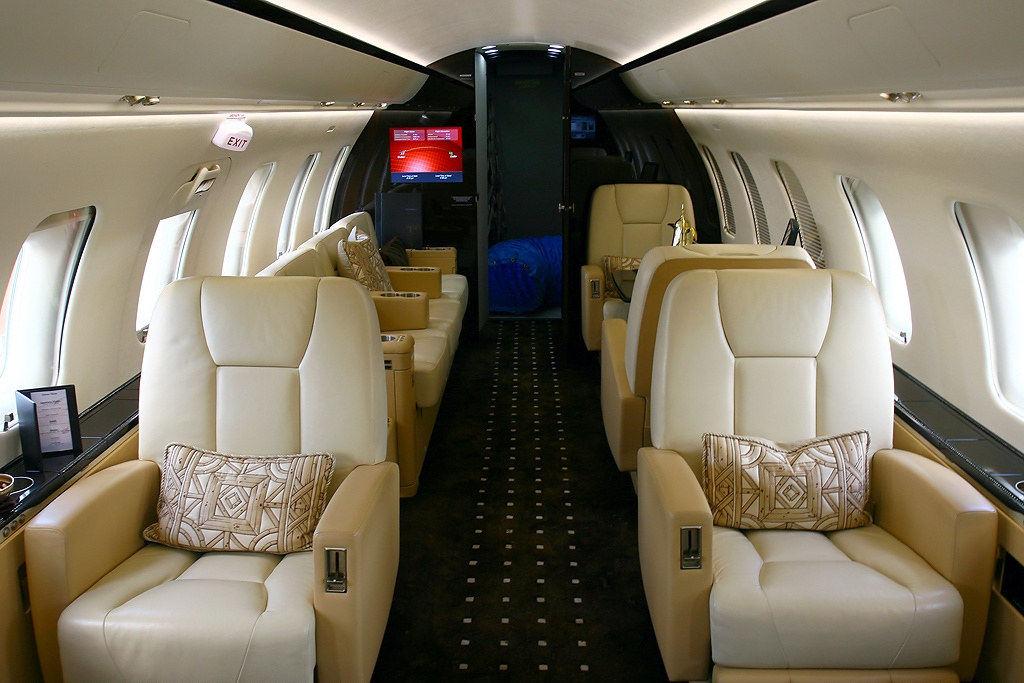
La cabina del Challenger.

### Proceso de diseño
Alrededor de 1974, Bill Lear creó el concepto del reactor de negocios LearStar 600, propulsado por dos Garrett TFE731-1. Como Lear no disponía de las capacidades para lanzarlo, Canadair le respaldó a finales de 1975. Canadair evolucionó el diseño hacia una célula mayor con una nueva ala supercrítica, nueva aviónica y motores, para que entrase en el estándar FAR part 25: una tarea ambiciosa. En abril de 1976, Canadair adquirió el concepto LearStar 600 de 19,2 metros de largo y 16,2 metros de envergadura: el más atractivo era un reactor ejecutivo de Mach 0,85 y 7240 km de alcance para 14 pasajeros, luego un carguero con una capacidad de 3400 kg con una puerta delantera, o un menos interesante avión de línea regional para 30 pasajeros en una configuración de asientos 2-1.
La configuración fue congelada en agosto y se probó un modelo a escala 1:25 en el túnel de viento transónico del National Aeronautical Establishment. Respaldado por el Gobierno Federal, el programa fue lanzado el 29 de octubre de 1976 con órdenes en firme y depósitos por 53 aviones. Tras varios desacuerdos, Bill Lear fue despedido y en marzo de 1977 el avión fue renombrado como Challenger 600. La cola convencional original estaba en el paso de los gases de escape de los motores, y fue cambiada a una cola en T.
La ancha puerta de carga fue diseñada para FedEx, el cliente de lanzamiento. Como FedEx tuvo problemas con los General Electric CF34, prefirió los Lycoming ALF 502D, pero esto más tarde provocó problemas de entregas y prestaciones disminuidas. En la primavera de 1977, Canadair tenía más de 70 órdenes firmadas y comenzó la construcción de tres prototipos. FedEx canceló sus encargos debido a la Ley de Desregulación de Líneas Aéreas estadounidense, y los aviones específicos ya en producción fueron vendidos a otros clientes.
Se exhibió una maqueta del fuselaje a escala real en el París Air Show de 1977 antes de realizar una gira europea y norteamericana, y ya se habían vendido 106 unidades a finales del mismo año. Las pruebas estructurales de la célula comenzaron en febrero de 1979, y el ciclo de pruebas operacionales comenzó en diciembre de 1979, simulándose 72 638 horas de vuelo por febrero de 1985, aunque la vida prevista era de 30 000 horas. A principios de marzo de 1978, el primer prototipo estaba casi acabado y el ensamblaje de los otros dos había comenzado. Se habían confirmado 116 encargos a los 19 meses de haberse aprobado, el prototipo fue formalmente presentado el 25 de mayo de 1978, y fue destinado a controlar las cualidades de manejo y a probar las prestaciones de vuelo. El programa de certificación y pruebas de vuelo sería realizado en el Mojave Kern Country Airport en lugar de en Canadá, debido a las mejores condiciones.

### Pruebas de vuelo
El 8 de noviembre de 1978, el prototipo despegó desde Montreal, Quebec. Los segundo y tercer prototipos volaron en 1979. Un vuelo de pruebas realizado el 3 de abril de 1980 en el desierto de Mojave resultó desastroso al estrellarse el avión debido a un fallo en el mecanismo de liberación de despliegue del paracaídas de recuperación, después de realizar una entrada en pérdida profunda, muriendo uno de los pilotos de pruebas (el otro piloto de pruebas y el ingeniero de pruebas de vuelo se lanzaron en paracaídas).
A pesar del accidente, Transportes de Canadá y la Administración Federal de Aviación de los Estados Unidos certificaron el avión en 1980, aunque con restricciones para los pilotos, incluyendo un peso máximo al despegue limitado. Se llevó a cabo más tarde un programa de reducción de peso del avión para mejorar el alcance del mismo.

## Diseño
La cabina tiene una cocina en la parte delantera, y dos secciones de asientos: normalmente, una sección tipo club de cuatro asientos, luego un grupo de conferencias o divanes y un lavabo en la parte trasera.
Aunque el Challenger es en general similar en configuración a anteriores aviones de este modelo, algunas de sus características destacan; por ejemplo, el uso de un fuselaje ensanchado que permite una cabina en la que se puede andar de pie. El Challenger también fue uno de los primeros reactores de negocios con un ala supercrítica.
Los Challenger pueden ser identificados visualmente por su distintivo diseño de flaps articulados dobles, donde los carenados se pueden ver por debajo del ala, algo mucho más común en los aviones de línea.

## Variantes

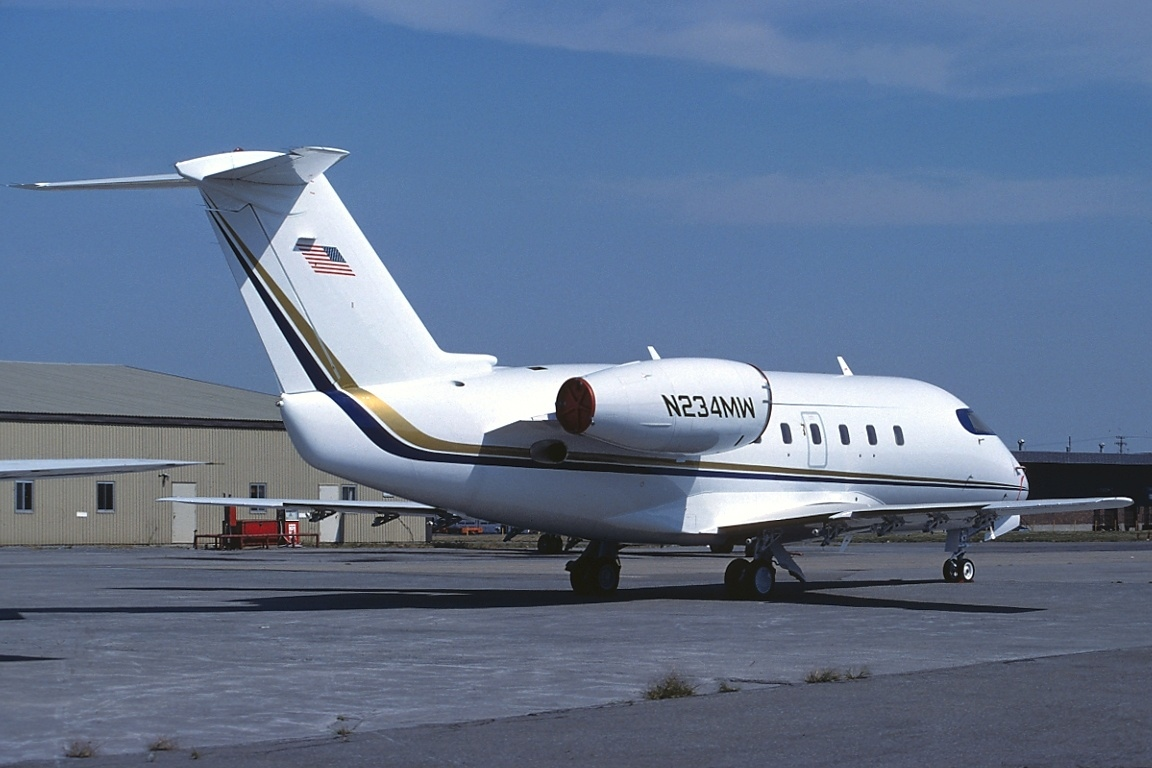
Los CL-600 originales tienen ALF 502 con cubiertas completas, no tienen winglets y su cono de cola está truncado.

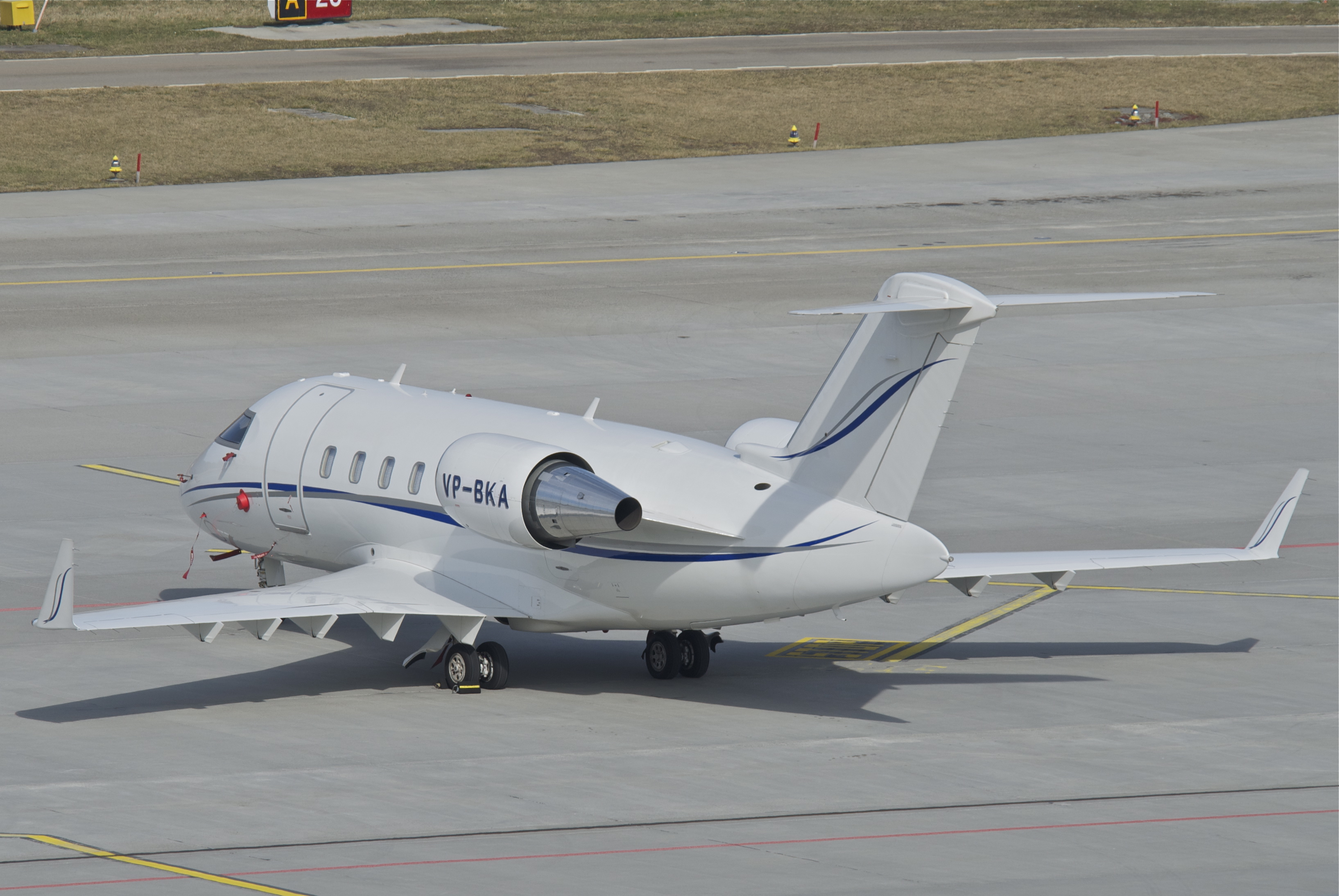
Los siguientes Challenger tienen winglets y están propulsados por CF34 con toberas expuestas, y el CL-605 de la foto tiene un cono de cola aerodinámico.

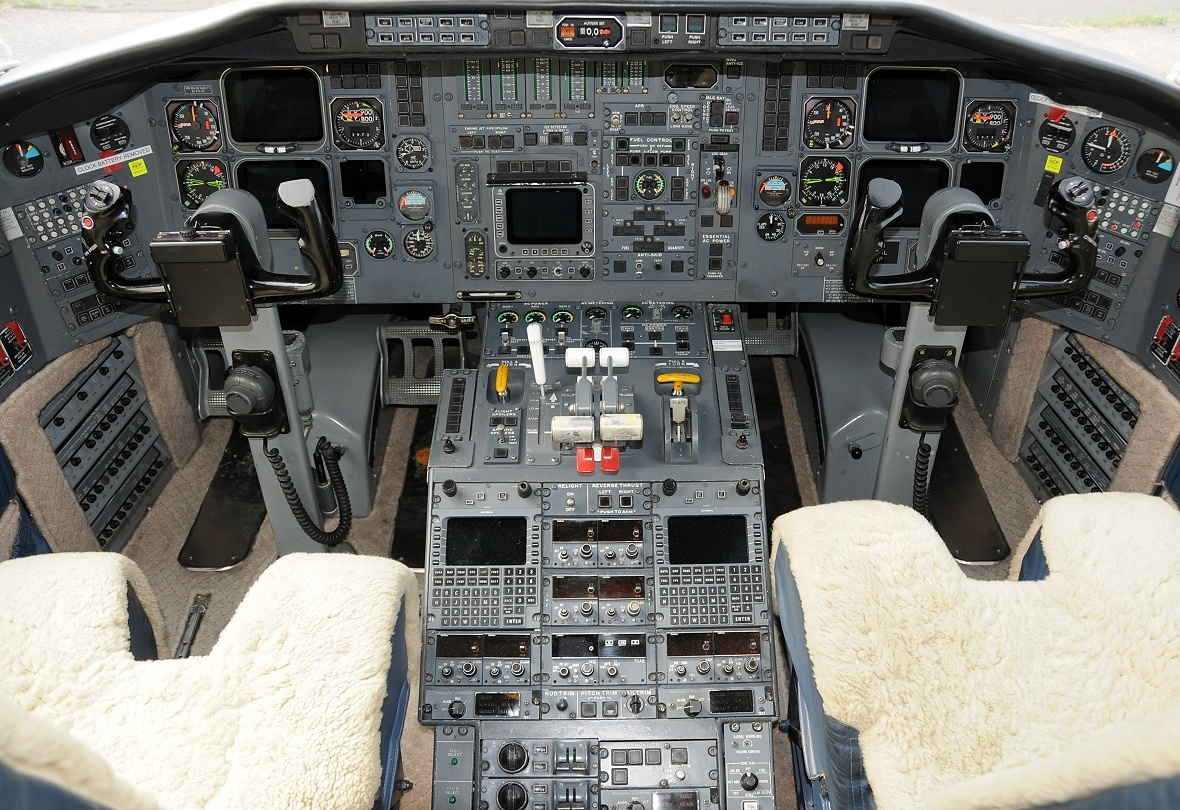
Los primeros 601 tienen pequeñas PFD.

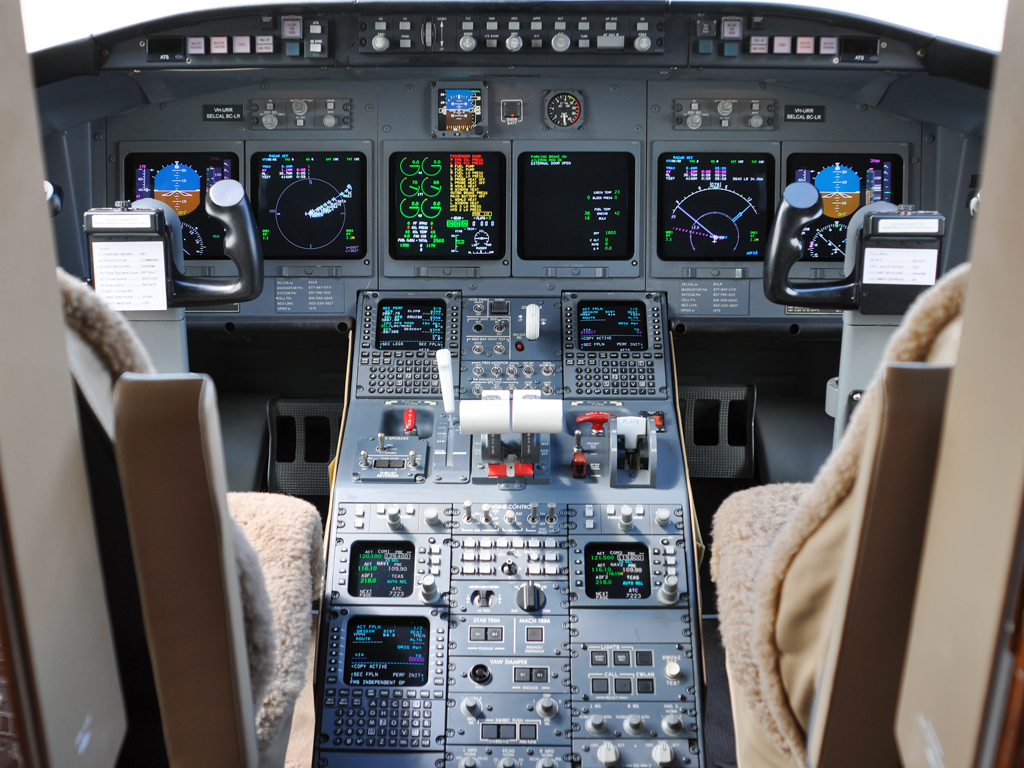
El posterior 604 tiene pantallas mayores.

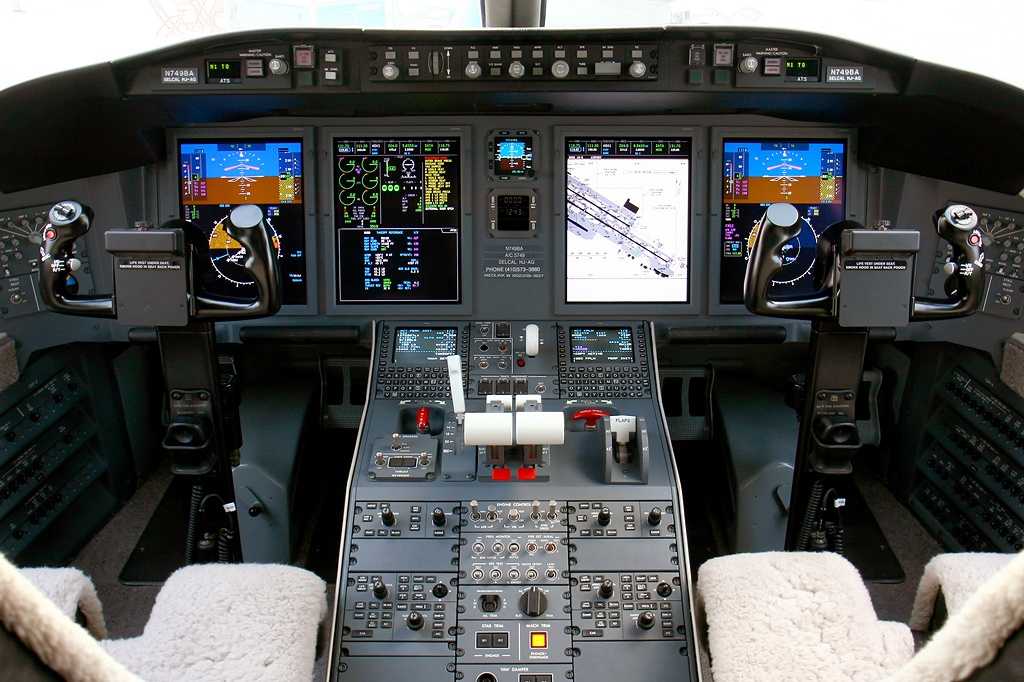
La moderna cubierta de vuelo del 605.

### CL-600 (1A11)
CL-600
Versión de producción original, propulsada por dos turbofán Lycoming ALF 502 de 33,6 kN (7500 lbf) cada uno. Producción de 1978 a 1982, 81 construidos.
CL-600S
Tres CL-600 reequipados con winglets introducidos en el CL-601-1A.
Canadair CC-144
Doce aviones comprados por la Real Fuerza Aérea Canadiense, incluyendo los CE-144 y CX-144.
Canadair CE-144
Tres entrenadores de Guerra Electrónica (EW) convertidos desde CC-144 básicos.
Canadair CX-144
El segundo prototipo, un CL-600-1A11, número de serie 1002, entregado a la RCAF tras acabar el programa de pruebas. Usado en el Aerospace Engineering and Test Establishment (AETE), CFB Cold Lake, hasta su retirada en 1993, actualmente preservado en la CFB Winnipeg. Designado CC-144 en servicio.

### CL- 601
CL-601-1A (2A12)
Versión refinada que incluye winglets para reducir la resistencia y motores más potentes General Electric CF34-1A; 66 construidos (incluyendo seis CC-144B para las Fuerzas Canadienses).
CL-601-1A/ER
601-1A reequipados con un depósito de combustible adicional en la cola.
CL-601-3A (2B16)
Motores General Electric CF34-3A con mayor “flat rating” y cabina de cristal. Esta fue la primera versión comercializada por Bombardier.
CL- 601-3A/ER
601-3A con depósito adicional de combustible opcional en la cola.
CL-601-3R
El depósito de cola se hizo estándar, se introdujeron los motores CF34-3A1.
CL-601s
Versión propulsada por motores General Electric CF34-3A2.

### CL-604 (2B16)
CL-604
Motores avanzados General Electric CF34-3B; capacidad de combustible aumentada, incluyendo depósitos conformados en la parte trasera del avión; nuevo tren de aterrizaje para un mayor peso al despegue y aterrizaje; mejoras estructurales en las alas y cola; y nuevo sistema de aviónica Rockwell Collins ProLine 4.
CL-604 MMA
Avión Multimisión, versión militarizada, desarrollada por Field Aviation para el servicio danés. Los aviones son empleados en misiones de patrulla marítima y búsqueda y rescate. Son capaces de aterrizar en las cortas y poco preparadas pistas de grava comunes en el Ártico.
C-143A
Un solo avión Challenger 604 fue adquirido por la Guardia Costera de los Estados Unidos en diciembre de 2005, como su nuevo Avión de Mando y Control de Medio Alcance (MRC2A).

### CL-605
CL-605
Introducido a principios de 2006, la célula se modernizó con ventanas de cabina mayores y nuevo cono de cola; la cabina se actualizó con la aviónica Collins Proline 21 y con capacidad de “bolsa de vuelo” electrónica.
CL-605 MSA
Diseño de avión de patrulla marítima bajo desarrollo por Boeing. Boeing ha propuesto el reempaquetado de algunos de los sensores del Boeing P-8 Poseidon, pero sin armas, en una célula menos cara, el reactor de negocios Bombardier Challenger 605. Este avión es denominado Maritime Surveillance Aircraft (MSA) y ha sido descrito con el radar AN/APY-10, un sensor electro óptico en una torreta retráctil, y un detector de anomalías magnéticas. El 28 de febrero de 2014, un demostrados MSA, que es un CL-604 modificado, realizó su primer vuelo, pero el avión final usará una célula de CL-605. El demostrador tiene las formas externas de los sistemas de sensores y comunicaciones que serán añadidas más tarde. Se estima que el MSA final cueste de 55 a 60 millones de dólares por avión.

### CL-650
CL-650
Interior de cabina rediseñado, nueva cubierta de vuelo “Vision” con el sistema Rockwell Collins Proline 21 Advanced, aumento del 5% en el empuje al despegue.

## Operadores

### Militares
Alemania
- Luftwaffe

 Australia
- Real Fuerza Aérea Australiana
  - No. 34 Squadron RAAF

 Canadá

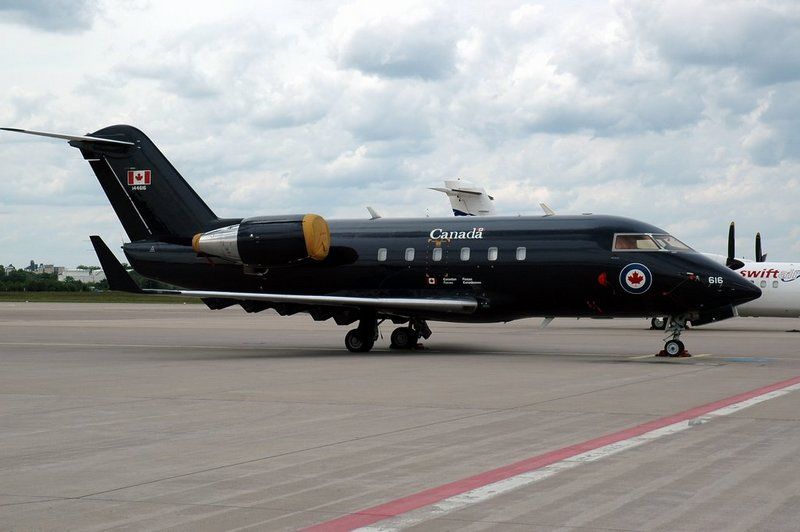
Challenger 601 del Mando Aéreo de las Fuerzas Canadienses, donde se denomina CC-144 Challenger.

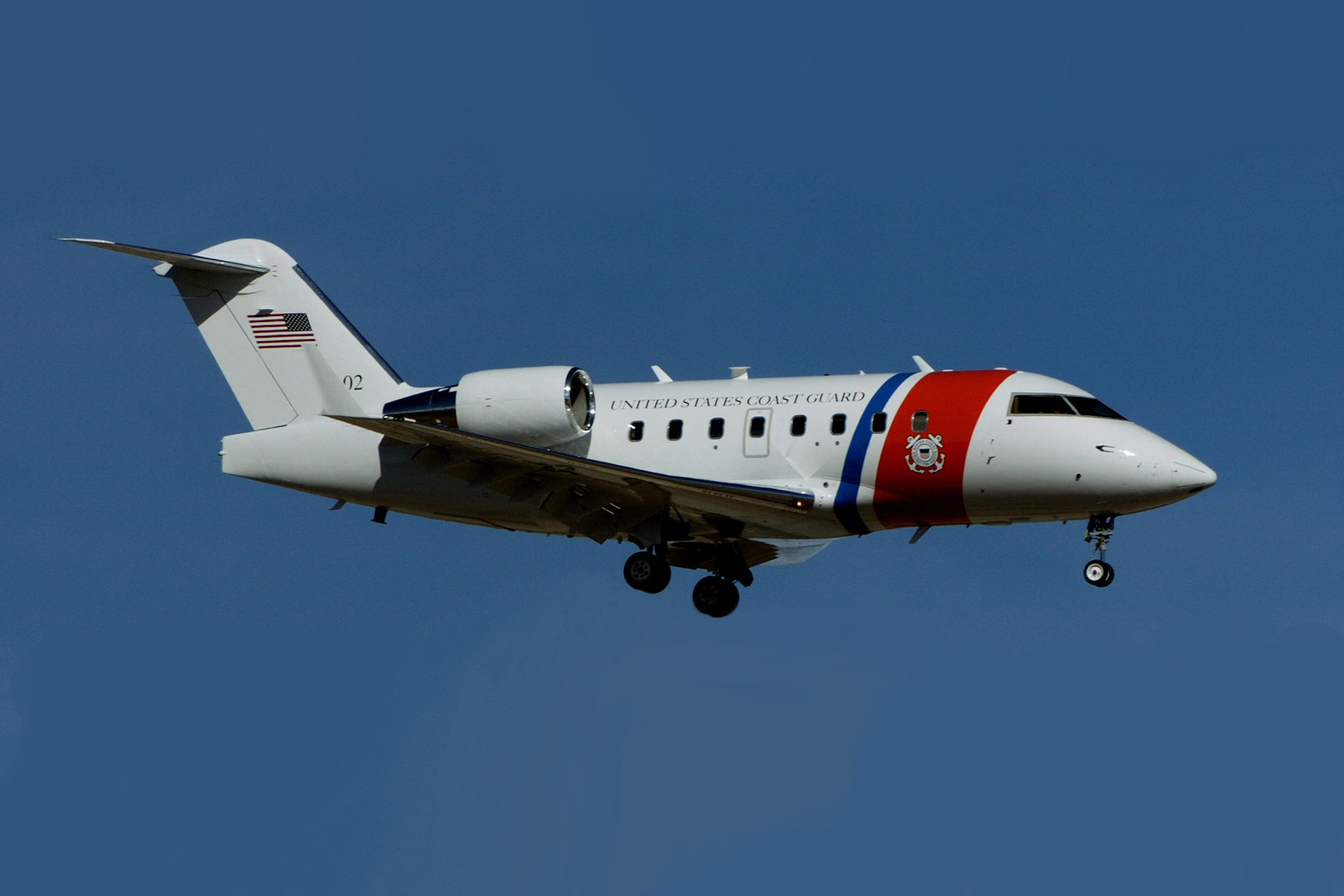
VC-143 Challenger de la Guardia Costera de los Estados Unidos.

- Mando Aéreo de las Fuerzas Canadienses: denominado como Bombardier CC-144 Challenger.
  - No. 412 Squadron
  - No. 434 Squadron

 China
- Fuerza Aérea del Ejército Popular de Liberación

 Croacia
- Fuerza Aérea de Croacia

 Dinamarca
- Real Fuerza Aérea Danesa

 Estados Unidos
- Fuerza Aérea de los Estados Unidos
- Guardacostas de los Estados Unidos[18]

 México
- Fuerza Aérea Mexicana
- Armada de México

 República Checa
- Fuerza Aérea Checa

 Turquía
- Fuerza Aérea de Turquía: 2 aviones encargados para fines de 2020. Serían utilizados para inteligencia electrónica.[19]

### Civiles
Canadá
- Morningstar Partners: opera 1 CL-605.

 Georgia
- Georgian Airways: 1.[20]

 Croacia
- Gobierno de Croacia: antiguo usuario.

 Hong Kong
- Government Flying Service: opera 2 CL-605.

 Jordania
- Gobierno de Jordania

 Malasia
- Hornbill Skyways: opera un CL-605.

 Mozambique
- Moçambique Expresso: 1.[21]

 República Checa
- Gobierno de la República Checa: antiguo usuario.

 Suiza
- VistaJet Holding
- Nomad Aviation
- Rega: opera 3 CL-604 como ambulancias aéreas.

## Especificaciones
Referencia datos: Lambert, Mark. Jane's All The World's Aircraft 1993-94. Coulsdon, Surry, UK: Jane's Data Division, 1993. ISBN 0-7106-1066-1.

### Características generales
- Tripulación: Dos
- Capacidad: Hasta 19 pasajeros
- Longitud: 20,9 m (68,4 ft)
- Envergadura: 19,6 m (64,3 ft)
- Altura: 6,3 m (20,7 ft)
- Superficie alar: 48,3 m² (519,9 ft²)
- Peso vacío: 9292 kg (20 479,6 lb)
- Peso cargado: 19 618 kg (43 238,1 lb)
- Peso útil: 1814 kg (3998,1 lb)
- Peso máximo al despegue: 19 550 kg (43 088,2 lb)
- Planta motriz: 2× turbofán General Electric CF34-3A.
  - Empuje normal: 40,7 kN (4150 kgf; 9150 lbf) de empuje cada uno.

### Rendimiento
- Velocidad máxima operativa (Vno): 882 km/h (548 MPH; 476 kt)
- Velocidad crucero (Vc): 851 km/h (529 MPH; 460 kt)
- Alcance: 6236 km (3367 nmi; 3875 mi)
- Techo de vuelo: 12 500 m (41 010 ft)
- Régimen de ascenso: 22,6 m/s (4445 ft/min)

## Aeronaves relacionadas

### Desarrollos relacionados
- Bombardier CRJ100/200
- Bombardier CRJ700/900/1000
- Challenger 800
- Bombardier Global Express

### Aeronaves similares
- Embraer Legacy 600
- Dassault Falcon 900

### Secuencias de designación
- Secuencia CL-_ (interna de Canadair): ← CL-227 - CL-289 - CL-415 - CL-600 - CL-601 - CL-604 - CL-605
- Secuencia C_-_ (Aeronaves de las Fuerzas Canadienses, 1968-presente): ← CC-141 - CT-142 - CH-143 - CC-144 - CT-145 - CH-146 - CH-147 →
- Secuencia C-_ (Aviones de Carga estadounidenses (secuencia original revivida), 2005-presente): C-143 - C-144 - C-145 - C-146 →